# Lloyd Loom
 (août 2018).

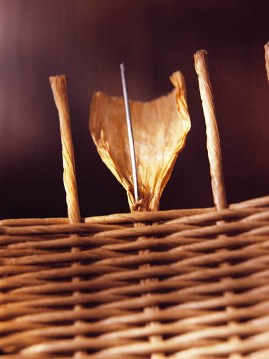
Détail du procédé.

Lloyd Loom  est un procédé de fabrication d’ameublement inventé en 1917 par l'Américain Marshall Burns Lloyd (en). Il consiste à enrouler du papier kraft autour d’un fil métallique pour obtenir des fibres de papier ensuite tressées en nattes sur un métier à tisser (loom en anglais).

## Histoire

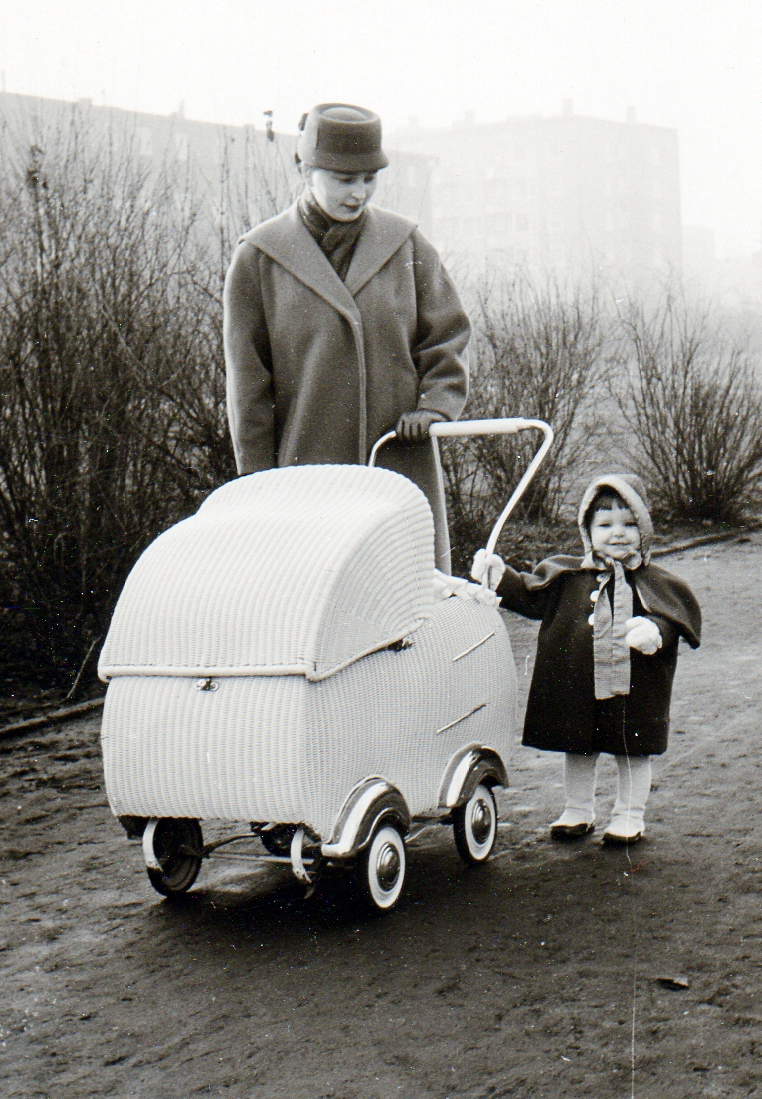
Landau pour enfant en Lloyd Loom à Hambourg dans les années 1950.

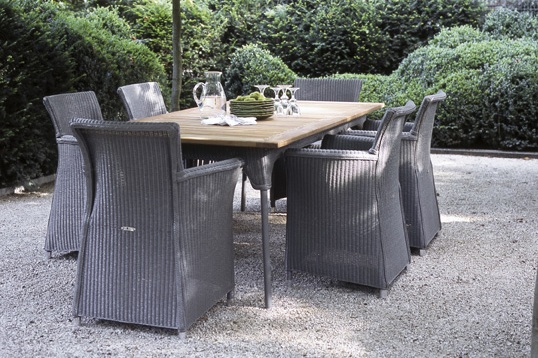
Chaises Lloyd Loom en extérieur.

La technique se répand d’abord aux États-Unis pour la fabrication de meubles. En 1921, un fabricant britannique désireux de développer une collection de meubles dans ce matériau rachète le brevet à Marshall B. Lloyd. Le Lloyd Loom se répand ensuite en Europe. Dans les années 1930, du mobilier en Lloyd Loom se retrouve dans plusieurs hôtels et salons de thé, des paquebots et un zeppelin. Le bombardement de l’usine de production anglaise à la fin de la Seconde Guerre mondiale met un terme à la fabrication de chaises Lloyd Loom en Europe.
La fabrication de mobilier selon cette méthode est reprise par plusieurs entreprises dans les années 1990.